# غيليس دريفوس
غيليس دريفوس (بالفرنسية: Gilles Dreyfus)‏ هو جراح فرنسي، ولد في 24 مايو 1951.